# Ain (departament)
L'Ain (01) és un departament francès situat a la regió d'Alvèrnia - Roine-Alps. La seva capital és Bourg-en-Bresse.

## Geografia
Limita al nord amb Saona i Loira i Jura, al nord-est amb Suïssa (cantons de Ginebra i Vaud), a l'est amb Savoia i Alta Savoia, al sud amb Isèra, al sud-oest amb la metròpoli de Lió i a l'oest amb Roine.

## Història
L'Ain és un dels vuitanta-tres departaments creats el 4 de març de 1790, en aplicació de la llei del 22 de desembre de 1789, durant la Revolució Francesa.
De 1960 a 2015 l'Ain fou un departament de la regió de Roine-Alps.

## Administració
Un prefecte nomenat pel govern francès és l'alta representació estatal i un consell de 46 membres escollits per sufragi universal nomena un president, que deté el poder executiu.
El departament és dividit en 4 districtes, 23 cantons, 17 estructures intercomunals i 393 comunes.